# World Boxing Union
World Boxing Union – międzynarodowa federacja bokserska założona w 1995. przez Jona W. Robinsona. Federacja prowadziła rankingi, przyznawała tytuły mistrzowskie jednak nie była porównywana do czterech najbardziej prestiżowych (WBA, WBC, WBO, IBF). Ostatni oficjalny pojedynek o pas został stoczony w 2009. W 2010 federacja została reaktywowana i działa pod nazwą World Boxing Union.